# Ethioeme tipuliforme
Ethioeme tipuliforme là một loài bọ cánh cứng trong họ Cerambycidae.